# دهستان نورگایگانگ
دهستان نورگایگانگ (به لاتین: Norgaygang Gewog) یک دهستان در کشور بوتان است که در ناحیهٔ سامتس واقع شده‌است. دهستان نورگایگانگ ۱۸۷٫۵۱ کیلومتر مربع مساحت و ۳٬۳۸۱ نفر جمعیت دارد.